# Henok, Kajinov sin
Henok ili Henoh (hebrejski חֲנוֹךְ) je lik iz Biblije. 

## UBibliji
Henok je bio sin Kajina, nećak Abela kojeg je Kajin ubio, i Šeta, rođenog nakon Abelove smrti. Henokovi su djed i baka bili prvi ljudi, Adam i Eva.
U Bibliji se u 4. poglavlju Knjige Postanka spominje Kajino potomstvo:
"Kajin pozna svoju ženu te ona zače i rodi Henoka. Podigao je grad i grad prozvao imenom svoga sina - Henok. Henoku se rodio Irad, a od Irada potekao Mehujael; od Mehujaela poteče Metušael, od Metušaela Lamek."

## UKnjizi Jubileja
U Knjizi Jubileja, dato je ime Henokove majke - to je bila Auan, Kajinova sestra i time Henokova teta i majka. 